# 东崆峒村
东崆峒村是中华人民共和国陕西省咸阳市武功县小村镇所辖的一个行政村。该行政村包含仄楞、大崆两自然村。全行政村735户、人口3231人，分为11个村民小组。耕地面积2166亩。